# Гусейнов, Далгат Абдулнасирович
Далгат Абдулнасирович Гусейнов (9 сентября 2002, Дагестан, Россия) — российский спортсмен, специализируется по ушу. Призёр чемпионатов России. Кандидат в мастера спорта России.

## Спортивная карьера
Выходец из Дагестана. Является воспитанником кизлярской ДЮСШ, занимался под руководством Ачало Магомедаминова. 28 октября 2022 года дебютировал в Москве промоушене «Rage Arena», одержав победу в турнире Rage 6 дебютном бое. В марте 2023 года в Москве завоевал бронзовую медаль на чемпионате России. В апреле 2024 года в Москве, уступив в финале Расулу Гаджимагомедову из Дагестана, стал серебряным призёром чемпионом России в весовой категории до 75 кг. 5 июля 2024 года в номерном турнире Rage 11 промоушена «Rage Arena» уступил Андрею Елину.

## Спортивные достижения
- Чемпионат России по ушу 2023 — ;
- Чемпионат России по ушу 2024 — ;